# Sankarankoil Chidambaranatha Alagappan
Sankarankoil Chidambaranatha Alagappan fue un cirujano, político y diplomático indio.
Hasta 1917, Alagappan estudió en el Madras Medical College junto con el Dr. Cherian y el Dr. Thambiah, tras lo cual ingresó al Servicio Médico de la India. Durante la Primera Guerra Mundial, fue comisionado en el Ejército Indio Británico y participó en la Batalla de Galípoli. Entre 1918 y 1939 trabajó en la Indian Civil Service (British India), y de 1937 a 1939 se desempeñó como presidente de la Indian Medical Association. En 1939, cuando estalló la Segunda Guerra Mundial, ocupaba el cargo de profesor de Cirugía en el Stanley Medical College. Ese mismo año fue nuevamente comisionado en el Ejército Indio Británico y destinado a Rawalpindi antes de ser enviado a Singapur, donde dirigió el 12th Indian General Hospital, un establecimiento que fue severamente bombardeado por los japoneses el 15 de diciembre de 1942. Posteriormente, fue tomado como Prisionero de guerra por las fuerzas japonesas, aunque se vio influenciado por el llamado de Subhas Chandra Bose "Dilli Chalo" (Adelante a Nueva Delhi) y se unió al Ejército Nacional Indio. Bose lo nombró Ministro de Suministros y Director del Servicio Médico, lo que llevó a Alagappan a viajar por el sudeste asiático en zonas con población india. Además, participó en la marcha del INA desde Rangún hasta Imfal y se encargó de traducir las declaraciones de Bose al Idioma tamil.  
Al finalizar la guerra, Alagappan fue capturado nuevamente en Singapur, esta vez por los británicos. El 13 de septiembre de 1946 fue retirado del servicio de la INA y dejó de ser Prisionero de guerra. Más tarde, el 07 de noviembre de 1948, fue designado como cónsul general de la India en Batavia, en las Indias Orientales Neerlandesas. Durante su gestión, el gobierno de Nehru promovió una Diplomacia favorable a la independencia de Indonesia respecto de los Países Bajos. Sin embargo, el 19 de diciembre de 1948, las Fuerzas Armadas de los Países Bajos iniciaron lo que denominaron una "acción policial" contra los nacionalistas indonesios, aunque en la práctica se trató de una ofensiva militar a gran escala.  
Como respuesta, el 22 de diciembre de 1948, la India retuvo un Lockheed L-1049 Super Constellation de KLM Royal Dutch Airlines en Calcuta, sospechando que transportaba equipo militar. En consecuencia, el gobierno de Sri Pandit Jawaharlal Nehru revocó el permiso de operación de la aerolínea en territorio indio por un período indefinido, y otros países como Ceilán, Pakistán y Birmania también cerraron su espacio aéreo a vuelos neerlandeses. Se buscó una ruta alternativa con escalas en Jartum y Mauricio, que fueron propuestas según el International Air Services Transit Agreement en Londres, dado que el Reino Unido tenía superioridad aérea sobre Sudán y Mauricio. Para compensar la distancia entre Mauricio y Java, se utilizaron Lockheed L-1049 Super Constellation equipados con tanques de combustible adicionales. A la espera de los permisos para escalas técnicas en Mauricio y Jartum, entre el 4 de enero y el 6 de febrero de 1949, KLM realizó en secreto ocho vuelos sobre Pakistán y la India, en violación del cierre del espacio aéreo de ambos países. Estas operaciones se llevaron a cabo con extremo sigilo, realizándose de noche, con las luces de navegación apagadas y estricto silencio de radio. Además, las tripulaciones recibieron instrucciones de proporcionar datos de navegación falsos en caso de ser interrogadas.  
Aunque la India y Pakistán no poseían radares, los aviones de KLM fueron avistados en varias escalas dentro y fuera del subcontinente indio. Esto llevó a que el embajador de los Países Bajos en Nueva Delhi, Arnold Theodoor Lamping (1893-1970), fuera interrogado por las autoridades indias, pese a que La Haya lo había mantenido al margen de la operación. Finalmente, el 22 de enero de 1949, el Reino Unido otorgó el permiso para la ruta alternativa a través de Mauricio, y Lamping recibió instrucciones de comunicar al gobierno de Sri Pandit Jawaharlal Nehru que los Países Bajos cesarían sus violaciones del espacio aéreo indio.  
En respuesta a la intervención neerlandesa en Indonesia, Nehru envió un Cable diplomático a Clement Attlee anunciando que la India retiraría a su representante en Batavia, el Dr. S.C. Alagappan, y exigiendo la retirada del embajador neerlandés en Nueva Delhi, argumentando que la "ruptura de las relaciones diplomáticas con los Países Bajos" se había vuelto "inevitable" debido a su ofensiva contra la República de Indonesia. El 20 de julio de 1949, el último de los vuelos secretos de KLM aterrizó en el Aeropuerto de Ámsterdam-Schiphol, tras la creciente presión internacional y de los Estados Unidos a través de las Naciones Unidas, lo que llevó al fin del conflicto y aseguró la independencia de Indonesia el 27 de diciembre de 1949.
Tras su regreso a la India, entre 1957 y 1965, Alagappan ejerció como profesor de Cirugía en el Kilpauk Medical College y el Stanley Medical College.